# Wesele – opracowanie
Trwa dyskusja nad usunięciem tego artykułu, kliknij i weź w niej udział.
Wesele – opracowanie – słuchowisko w wykonaniu Danuty Stankiewicz stanowiące streszczenie lektury Stanisława Wyspiańskiego Wesele wydane w 1992 roku nakładem wytwórni Polmark.

## Lista rozdziałów
Strona a:
1. Ogólny zarys okresu, w którym powstało Wesele
2. Sytuacja w literaturze młodopolskiej
3. Życiorys Stanisława Wyspiańskiego
4. Omówienie dorobku twórczego autora Wesela

Strona b:
1. Geneza dramatu
2. Charakterystyka postaci dramatu
3. Przegląd treści
4. Uwagi końcowe

## Charakterystyka albumu
Album Wesele – opracowanie to słuchowisko stanowiące streszczenie lektury Stanisława Wyspiańskiego Wesele, w którym w rolę narratora wcieliła się Danuta Stankiewicz. Opracowaniem muzycznym słuchowiska zajął się poeta Jerzy Andrzej Masłowski, realizacją Maria Olszewska a całość wyprodukowała Danuta Andrzejczak. Nagrania zawarte na albumie zostały zarejestrowane w maju 1992 roku w Studio Polskiego Radia. Album oryginalnie ukazał się w formie kasety magnetofonowej (Polmark PK 242) i stanowi jedyne słuchowisko w dyskografii Danuty Stankiewicz.

## Obsada
- Danuta Stankiewicz – narrator
- Andrzej I. Kordela – scenariusz, przygotowanie materiału
- Jerzy Andrzej Masłowski – oprawa muzyczna
- Maria Olszewska – reżyseria, realizacja nagrania
- Danuta Andrzjeczak – kierownik produkcji nagrania

## Realizatorzy
- Grafika na okładce – Cezary Kielar
- Projekt okładki – Cezary Kielar
- Manager – Andrzej I. Kordela